# Dino Skender
Dino Skender (Osijek, 10 dicembre 1983) è un allenatore di calcio croato.

## Carriera
Nel gennaio 2017 diventa allenatore dell'Osijek II, seconda squadra dell'omonimo club. 
Nel marzo 2019 viene promosso alla guida della prima squadra. 
Nel settembre dello stesso anno, dopo una serie di risultati negativi, si dimette dalla guida della squadra slavona.
Nel giugno 2020 viene annunciato come nuovo allenatore dell'Olimpia Lubiana in sostituzione del precedente allenatore Safet Hadžić. Nel gennaio 2021 viene esonerato dalla panchina dei Zeleno-beli. Il 12 ottobre 2021 ritorna sulla panchina del club sloveno. Il 20 marzo 2022 viene nuovamente esonerato dai Zeleno-beli in seguito al pareggio interno contro il Domžale (1-1).

## Palmarès
- Treća HNL: 1

Osijek II: 2018 (girone Est)